# Sinan Bakış
Sinan Bakış (sinh ngày 22 tháng 4 năm 1994) là một cầu thủ bóng đá Thổ Nhĩ Kỳ thi đấu ở vị trí tiền đạo cho Bursaspor. Anh ra mắt ở Süper Lig vào ngày 15 tháng 9 năm 2013 trước Gençlerbirliği.

## Sự nghiệp quốc tế
Bakış tham dự Giải vô địch bóng đá U-19 châu Âu 2013 và Giải vô địch bóng đá U-20 thế giới 2013.